# 萌えゲーアワード
萌えゲーアワード（もえゲーアワード）は、優れたアダルトゲーム（成人向けゲーム）タイトルに授与される賞である。萌えゲーアワード実行委員会が主催している。

## 概要
販売店、メーカー、雑誌社、イベント会社、製造会社の協賛を得て加盟メーカーの有志による「萌えゲーアワード実行委員会」によって運営されている。『美少女ゲームアワード』という名称で2006年より開催され、同年12月に第1回受賞作品が発表された。その後毎年開催され、2009年度より『萌えゲーアワード』と名称を変更して開催されている。
「大賞」のほか、「シナリオ賞」「主題歌賞」「グラフィック賞」「キャラクターデザイン賞」「ユーザー支持賞」などの部門賞が存在する。大賞・各部門賞の審査は、ユーザー投票結果等も考慮して各雑誌社の編集長・他業界の識者で構成された「萌えゲーアワード審査委員会」が行う。
2021年にEXNOAが『萌えゲーアワード』の商標を出願・登録しており、公式サイト末尾にその旨が記載されている。

## 受賞作品選出までの流れ

### 参加対象となる作品
参加対象となるのは、
- 美少女系パッケージのゲームタイトルであること。
- 集計期間中に発売されたタイトルであること。
  - ～2012：開催前年度の9月1日から当年8月末日までに発売されていること[4]。
  - 2013：2012年9月から2013年12月末日までに発売されていること[4]。
  - 2014～：開催年の1月から12月末日までに発売されていること。
- コンピュータソフトウェア倫理機構にて審査を済ませていること。
- 製作会社が萌えゲーアワードへの参加を申請していること。

2007年度よりDVDPGタイトルも投票対象となっている。

### 一次選考
まず一次選考として参加作品の中から、ノミネートタイトルを各部門ごとにそれぞれ4タイトル選出する。そのうち3タイトルは、事前に公式サイトで行われたユーザー投票結果の上位3タイトルが無条件で選出される。残り1タイトルは、ユーザー投票結果上位10タイトルの製品を審査委員全員が選考のために実際にプレイし、審査委員による投票結果に基づきながら審査委員会で検討され、選出される。

### 受賞作品の選考
大賞・各部門賞の受賞作品は、ノミネートタイトルの中から審査員によってユーザー投票結果等も考慮され、選出される。

## 歴代大賞受賞作品
| 年度                     | 受賞作品                 | 受賞作品                                                 | 制作会社                 | 出典                     |
| 美少女ゲームアワード時代 | 美少女ゲームアワード時代 | 美少女ゲームアワード時代                                 | 美少女ゲームアワード時代 | 美少女ゲームアワード時代 |
| ------------------------ | ------------------------ | -------------------------------------------------------- | ------------------------ | ------------------------ |
| 2006年度                 | 大賞                     | この青空に約束を—                                        | 戯画                     | [ 4 ] [ 5 ]              |
| 2007年度                 | 大賞                     | 遥かに仰ぎ、麗しの                                       | PULLTOP                  | [ 4 ] [ 6 ]              |
| 2008年度                 | 大賞                     | G線上の魔王                                              | あかべぇそふとつぅ       | [ 7 ] [ 4 ] [ 8 ]        |
| 萌えゲーアワード時代     |                          |                                                          |                          |                          |
| 2009年度                 | 金賞                     | 真・恋姫†無双 〜乙女繚乱☆三国志演義〜                    | BaseSon                  | [ 1 ] [ 4 ] [ 9 ]        |
| 2009年度                 | 銀賞                     | 真剣で私に恋しなさい!                                    | みなとそふと             | [ 1 ] [ 4 ] [ 9 ]        |
| 2009年度                 | 銅賞                     | ティンクル☆くるせいだーす                                | Lillian                  | [ 1 ] [ 4 ] [ 9 ]        |
| 2010年度                 | 金賞                     | 黄昏のシンセミア                                         | あっぷりけ               | [ 10 ] [ 4 ] [ 11 ]      |
| 2010年度                 | 銀賞                     | 戦女神VERITA                                             | エウシュリー             | [ 10 ] [ 4 ] [ 11 ]      |
| 2010年度                 | 銅賞                     | 素晴らしき日々 〜不連続存在〜                            | ケロQ                    | [ 10 ] [ 4 ] [ 11 ]      |
| 2011年度                 | 金賞                     | グリザイアの果実                                         | フロントウイング         | [ 4 ] [ 12 ]             |
| 2011年度                 | 銀賞                     | 神採りアルケミーマイスター                               | エウシュリー             | [ 4 ] [ 12 ]             |
| 2011年度                 | 銀賞                     | カミカゼ☆エクスプローラー!                               | クロシェット             | [ 4 ] [ 12 ]             |
| 2012年度                 | 金賞                     | この大空に、翼をひろげて                                 | PULLTOP                  | [ 4 ] [ 13 ]             |
| 2012年度                 | 銀賞                     | グリザイアの迷宮                                         | フロントウイング         | [ 4 ] [ 13 ]             |
| 2012年度                 | 銀賞                     | 真剣で私に恋しなさい!S                                   | みなとそふと             | [ 4 ] [ 13 ]             |
| 2013年度                 | 大賞                     | 月に寄りそう乙女の作法                                   | Navel                    | [ 4 ] [ 14 ]             |
| 2013年度                 | 準大賞                   | グリザイアの楽園                                         | フロントウイング         | [ 4 ] [ 14 ]             |
| 2013年度                 | 準大賞                   | プリズム◇リコレクション!                                 | クロシェット             | [ 4 ] [ 14 ]             |
| 2014年度                 | 大賞                     | 蒼の彼方のフォーリズム                                   | sprite                   | [ 15 ]                   |
| 2014年度                 | 準大賞                   | あの晴れわたる空より高く                                 | チュアブルソフト         | [ 15 ]                   |
| 2014年度                 | 準大賞                   | なないろリンカネーション                                 | シルキーズプラス         | [ 15 ]                   |
| 2015年度                 | 大賞                     | サクラノ詩 -櫻の森の上を舞う-                            | 枕                       | [ 16 ]                   |
| 2015年度                 | 準大賞                   | 見上げてごらん、夜空の星を                               | PULLTOP                  | [ 16 ]                   |
| 2015年度                 | 準大賞                   | 花咲ワークスプリング!                                    | SAGA PLANETS             | [ 16 ]                   |
| 2016年度                 | 大賞                     | ワガママハイスペック                                     | まどそふと               | [ 17 ]                   |
| 2016年度                 | 準大賞                   | まいてつ                                                 | Lose                     | [ 17 ]                   |
| 2016年度                 | 準大賞                   | 戦国†恋姫X 〜乙女絢爛☆戦国絵巻〜                         | BaseSon                  | [ 17 ]                   |
| 2016年度                 | 準大賞                   | 千恋*万花                                                | ゆずソフト               | [ 17 ]                   |
| 2017年度                 | 大賞                     | ノラと皇女と野良猫ハート2                                | HARUKAZE                 | [ 18 ]                   |
| 2017年度                 | 準大賞                   | 金色ラブリッチェ                                         | SAGA PLANETS             | [ 18 ]                   |
| 2017年度                 | 準大賞                   | 景の海のアペイリア                                       | シルキーズプラス         | [ 18 ]                   |
| 2017年度                 | 準大賞                   | Making*Lovers                                            | SMEE                     | [ 18 ]                   |
| 2018年度                 | 大賞                     | Summer Pockets                                           | Key                      | [ 19 ] [ 20 ]            |
| 2018年度                 | 準大賞                   | Rance X -決戦-                                           | アリスソフト             | [ 19 ] [ 20 ]            |
| 2018年度                 | 準大賞                   | 真・恋姫†夢想-革命- 孫呉の血脈                           | BaseSon                  | [ 19 ] [ 20 ]            |
| 2018年度                 | 準大賞                   | ラズベリーキューブ                                       | まどそふと               | [ 19 ] [ 20 ]            |
| 2019年度                 | 大賞                     | 抜きゲーみたいな島に住んでる貧乳はどうすりゃいいですか?2 | Qruppo                   | [ 21 ]                   |
| 2019年度                 | 準大賞                   | タマユラミライ                                           | Azurite                  | [ 21 ]                   |
| 2019年度                 | 準大賞                   | D.C.4 〜ダ・カーポ4〜                                    | CIRCUS                   | [ 21 ]                   |
| 2019年度                 | 準大賞                   | きまぐれテンプテーション                                 | シルキーズプラス         | [ 21 ]                   |
| 2020年度                 | 大賞                     | まいてつ Last Run!!                                      | Lose                     | [ 22 ]                   |
| 2020年度                 | 準大賞                   | ハミダシクリエイティブ                                   | まどそふと               | [ 22 ]                   |
| 2020年度                 | 準大賞                   | かけぬけ★青春スパーキング!                               | SAGA PLANETS             | [ 22 ]                   |
| 2020年度                 | 準大賞                   | ドーナドーナ いっしょにわるいことをしよう                | アリスソフト             | [ 22 ]                   |
| 2021年度                 | 大賞                     | 創作彼女の恋愛公式                                       | Aino+Links               | [ 23 ]                   |
| 2022年度                 | 大賞                     | ヘンタイ・プリズン                                       | Qruppo                   | [ 24 ]                   |
| 2023年度                 | 大賞                     | サクラノ刻 -櫻の森の下を歩む-                            | 枕                       | [ 25 ]                   |
| 2024年度                 | 大賞                     | 催眠性指導 Secret Lesson                                 | だーくワン!              | [ 26 ]                   |

## 影響・評価
アダルトゲーム雑誌『BugBug』2014年7月号は、本アワードのユーザー・ショップへの認知度が高まっており、受賞作品の売り上げにも繋がってきていると書いている。Navelの王雀孫は、『月に寄りそう乙女の作法』が2013の大賞を受賞したに際し、過去の大賞受賞ブランドの関係者から「アワードを獲るとリピートが出る」という話を聞かされたと語っている。